# Andy Gerold
Andrew "Andy" Gerold, född 13 juni 1978 i Sandusky, Ohio, är en amerikansk multiinstrumentalist. Han är sedan juni 2009 basist i bandet Marilyn Manson